# Садовский, Анджей
А́нджей Садо́вский (пол. Andrzej Sadowski; 25 июня 1926, Львов — 9 июня 2009, Варшава, Польша) — известный польский сценограф, педагог.

## Биография
Вся жизнь Анджея Садо́вского связана с Варшавой. Здесь, он пережил немецкую оккупацию. В годы второй мировой войны был бойцом подпольной Армии крайовой. Участник боевых действий, в 1944 году был ранен во время Варшавского восстания.
После войны окончил варшавскую Академию изящных искусств.

## Творчество
Талантливый сценограф польской театральной сцены. Дебют А. Садовского состоялся в 1950 году.
Считается рекордсменом по количеству театральных постановок (около 400), большинство из которых успешных.
Сотрудничал со многими драматическими театрами. Является одним из создателей Варшавского драматического театра.
Здесь им осуществлены знаменитые постановки «Антигоны» Софокла, «Ромул Великий» («Romulus der Grosse») Ф. Дюрренматта, «Ксендза Марека» («Ksiądz Marek») Ю. Словацкого.
Работал Садовский также в варшавских театрах: Ateneum, Narodowy, Mały, Rozmaitości и многих других по всей Польше.
Занимался оформлением оперных спектаклей по многих театрах, среди которых Познаньский, Вроцлавский, Гданьский и Варшавский оперные театры.
С 1961 года тесно сотрудничал с Варшавской камерным оперным театром (пол. Operą Kameralna). Осуществил здесь большое количество постановок, в том числе, все оперы В. А. Моцарта.
В качестве сценографа принимал участие в постановке фильмов «Воскрешение Оффланда» и «Комедия ошибок» (оба в 1967 г.)
С 1983 года — декан факультета сценографии Академии изящных искусств в Варшаве. Воспитал плеяду талантливых польских сценографов.

## Награды и премии
Обладатель многих наград и премий, среди которых, звания Корифея польской сценографии (1999), премия Пегаса, Награда им. Ц. К. Норвида «Дело жизни» (2005) и золотой медали «Zasłużony Kulturze Gloria Artis» (2008).